# 三十三孔桥
三十三孔桥（波斯語：سی و سه پل，发音[ˈsiː oˈseh ˈpol],）是伊朗伊斯法罕11座桥梁之一。它被高度评价为萨非桥梁设计最著名的代表之一。
1602年，阿拔斯一世他的大臣格鲁吉亚族阿拉威尔迪汗负责建造，它是双层结构，共有33个拱。

## 圖集

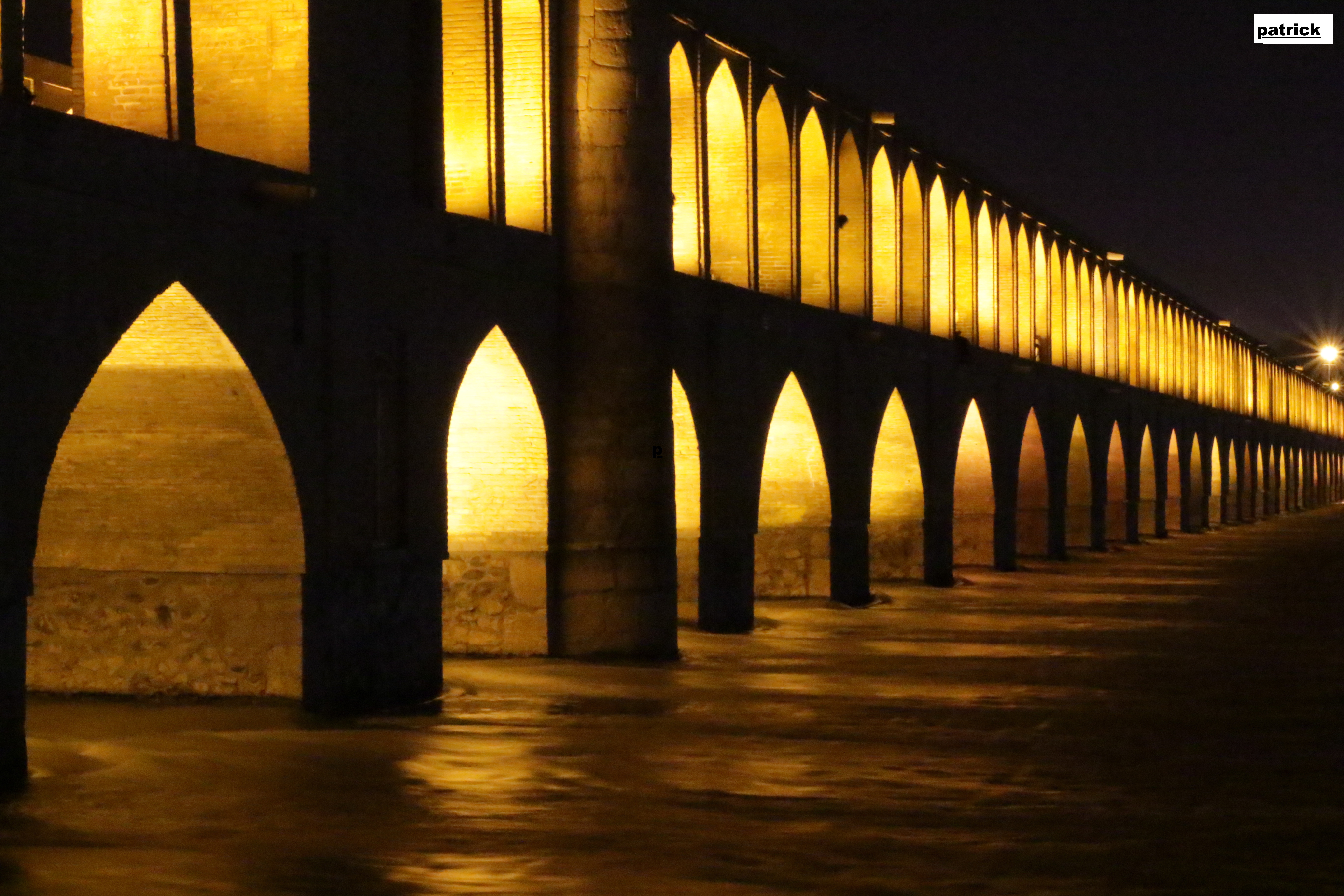
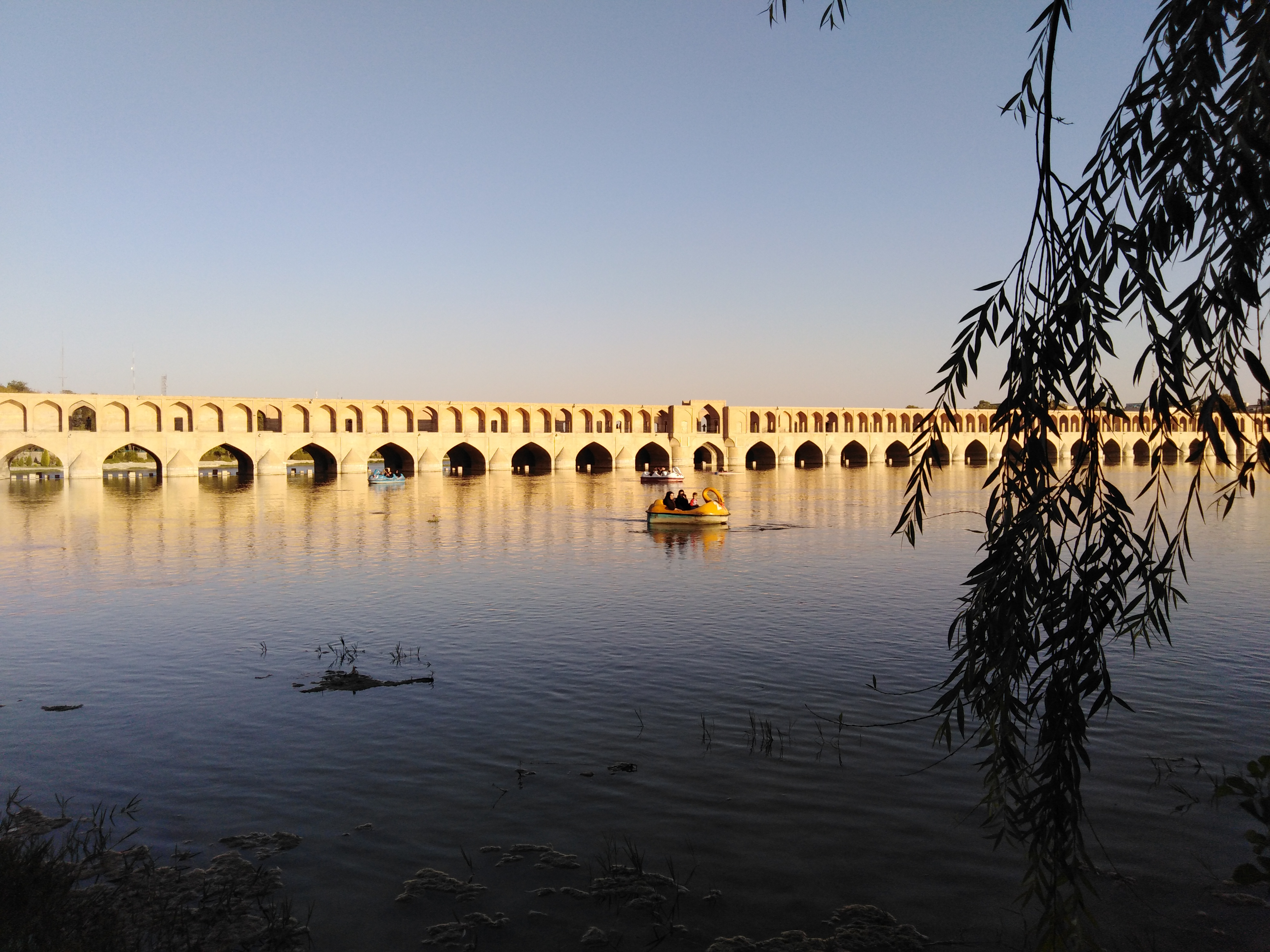
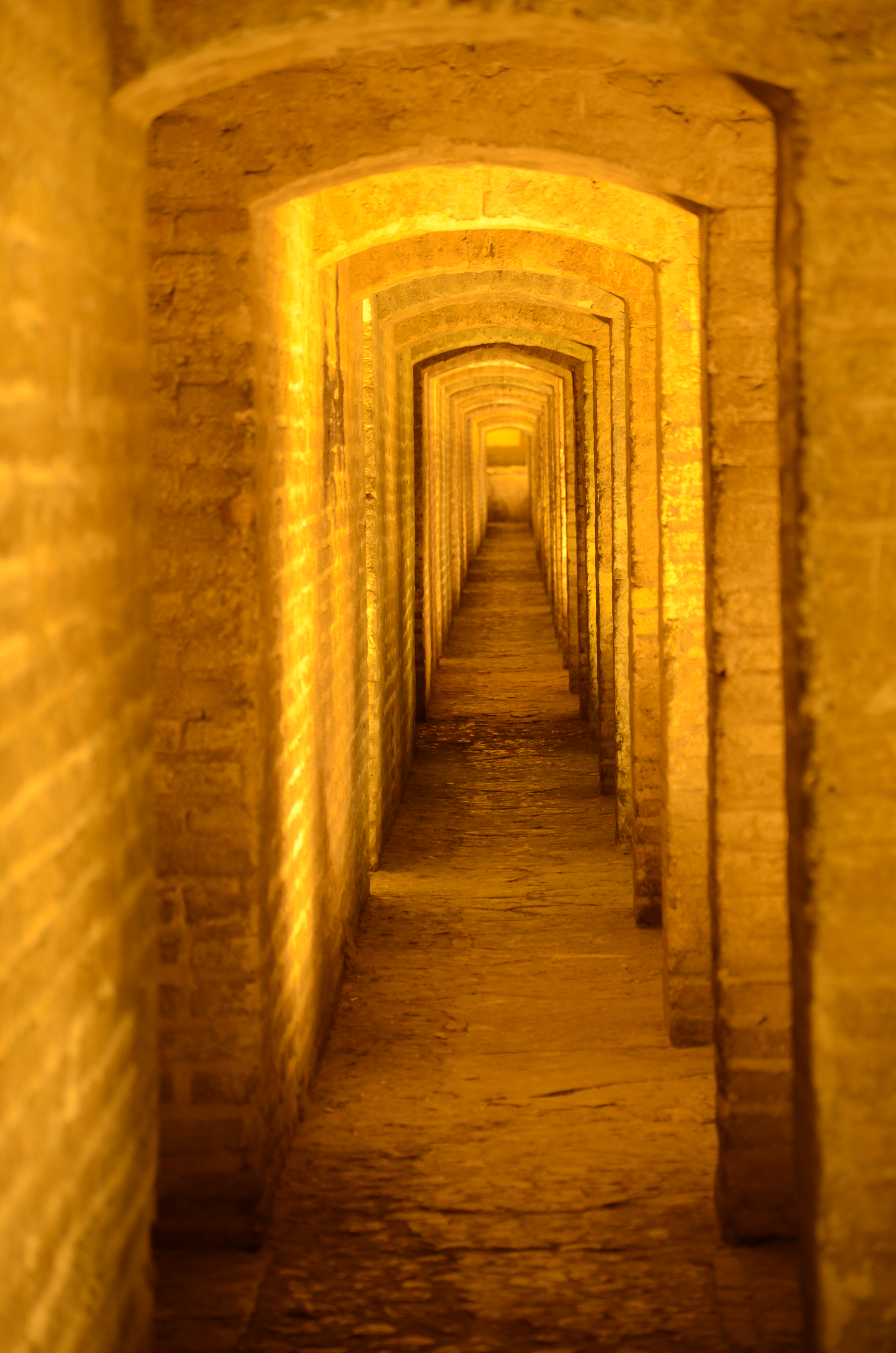
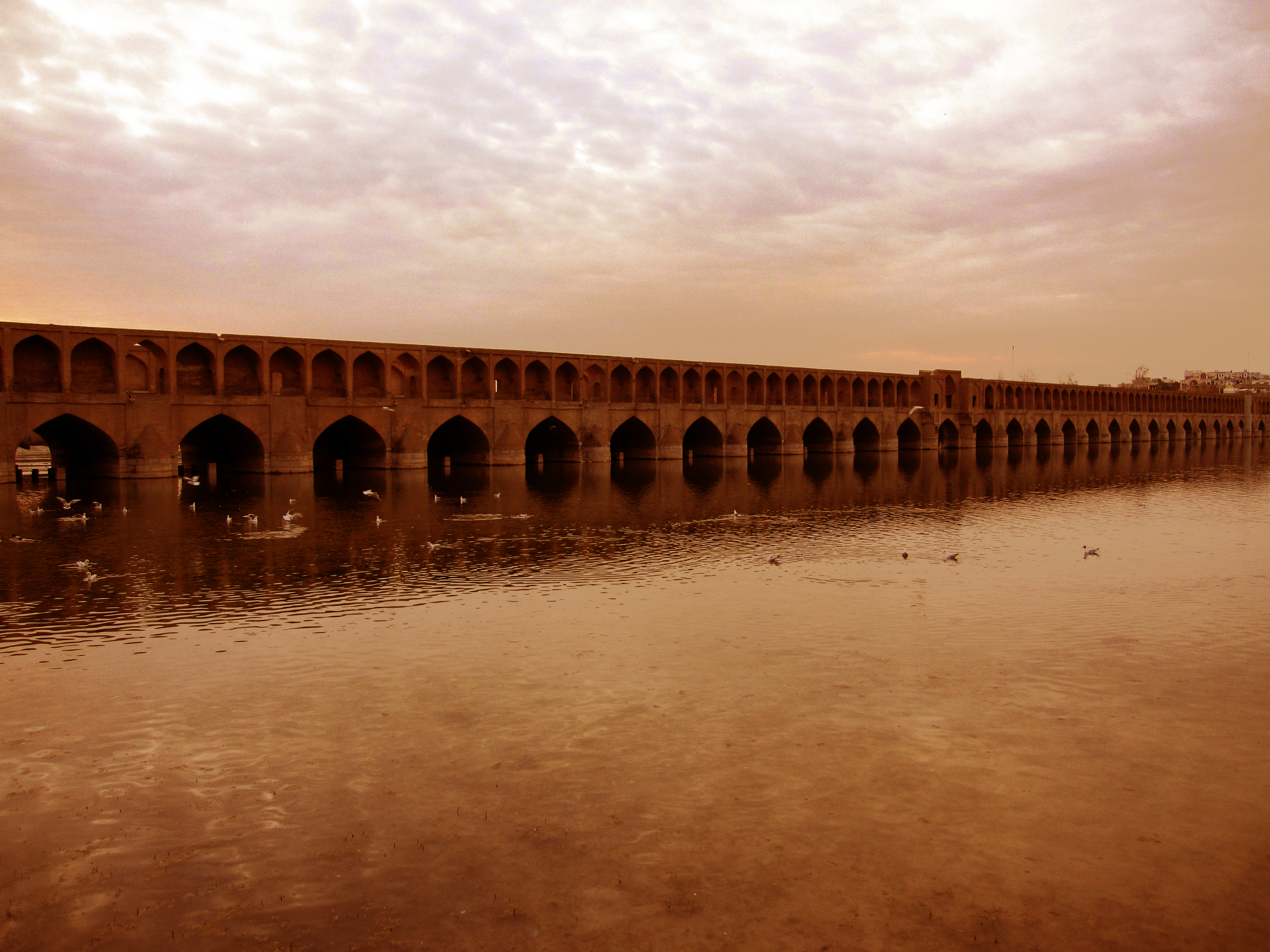
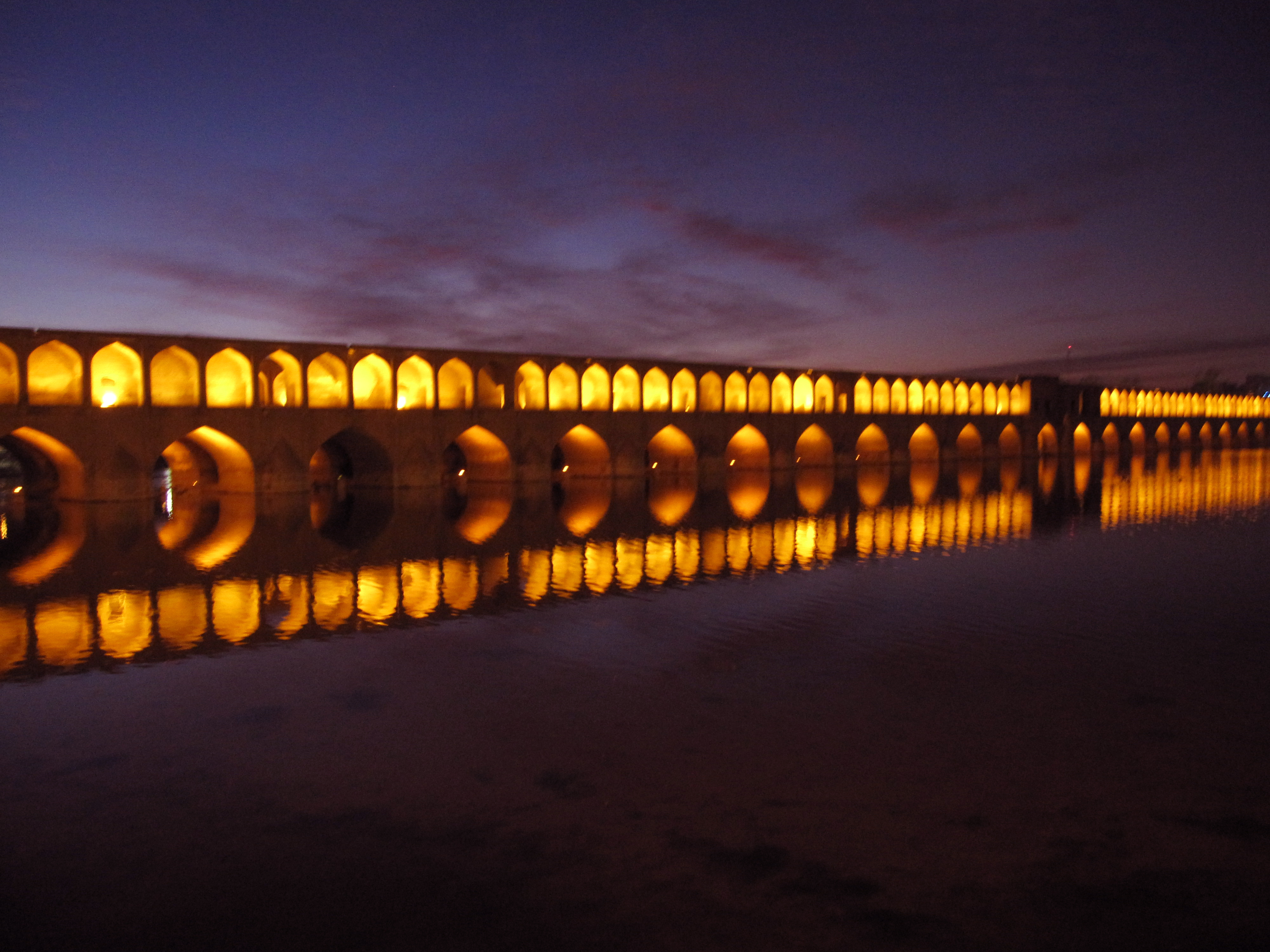
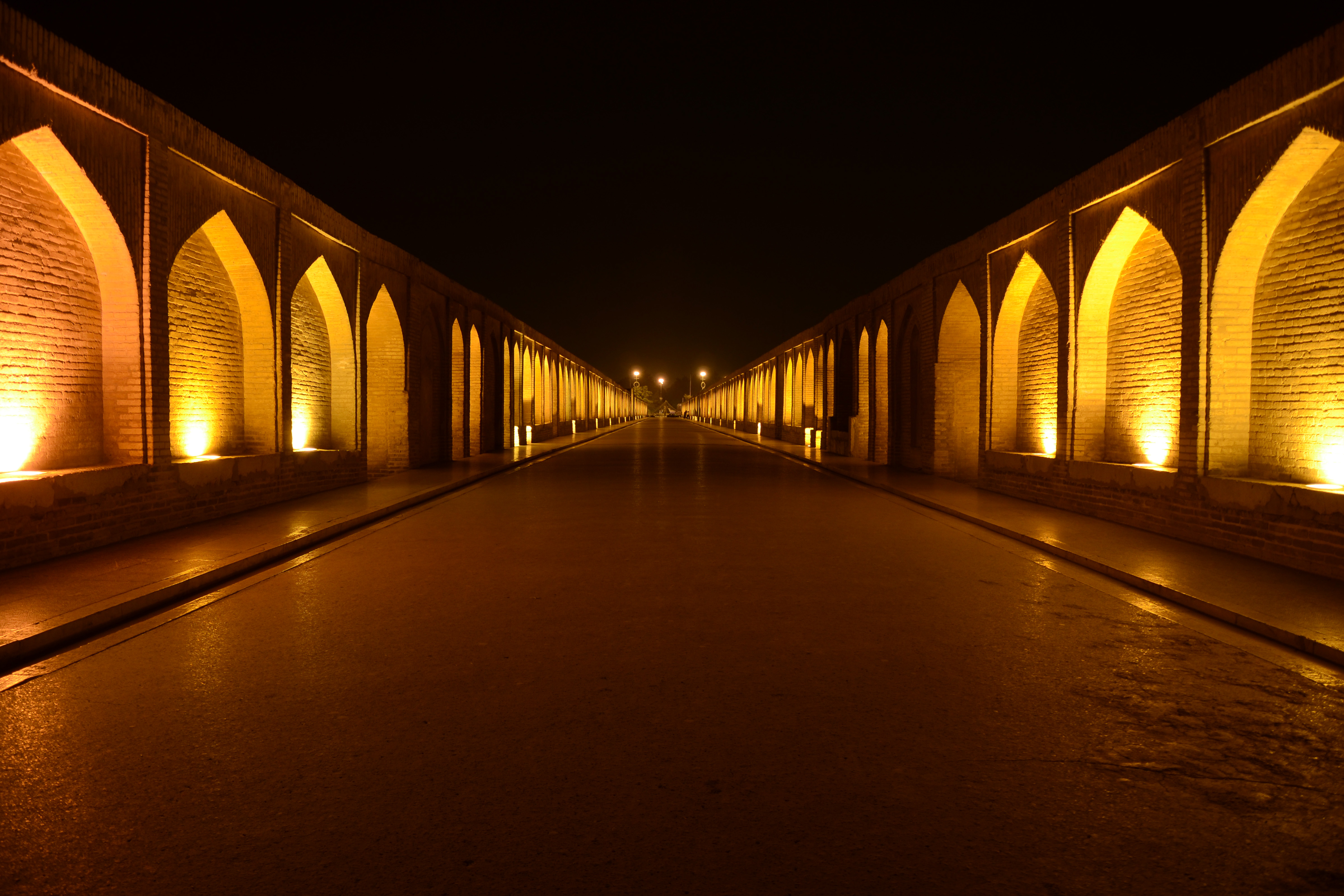
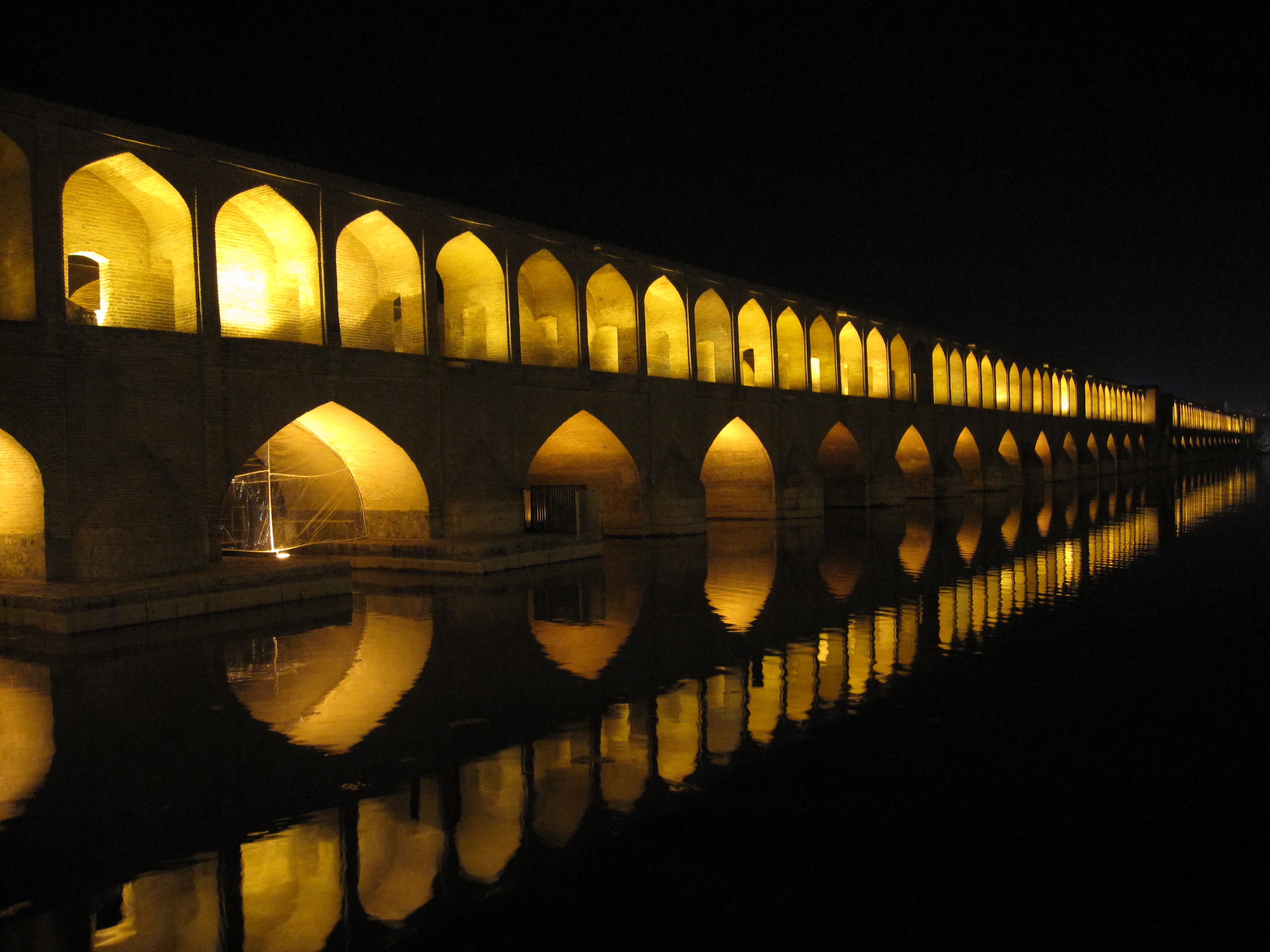
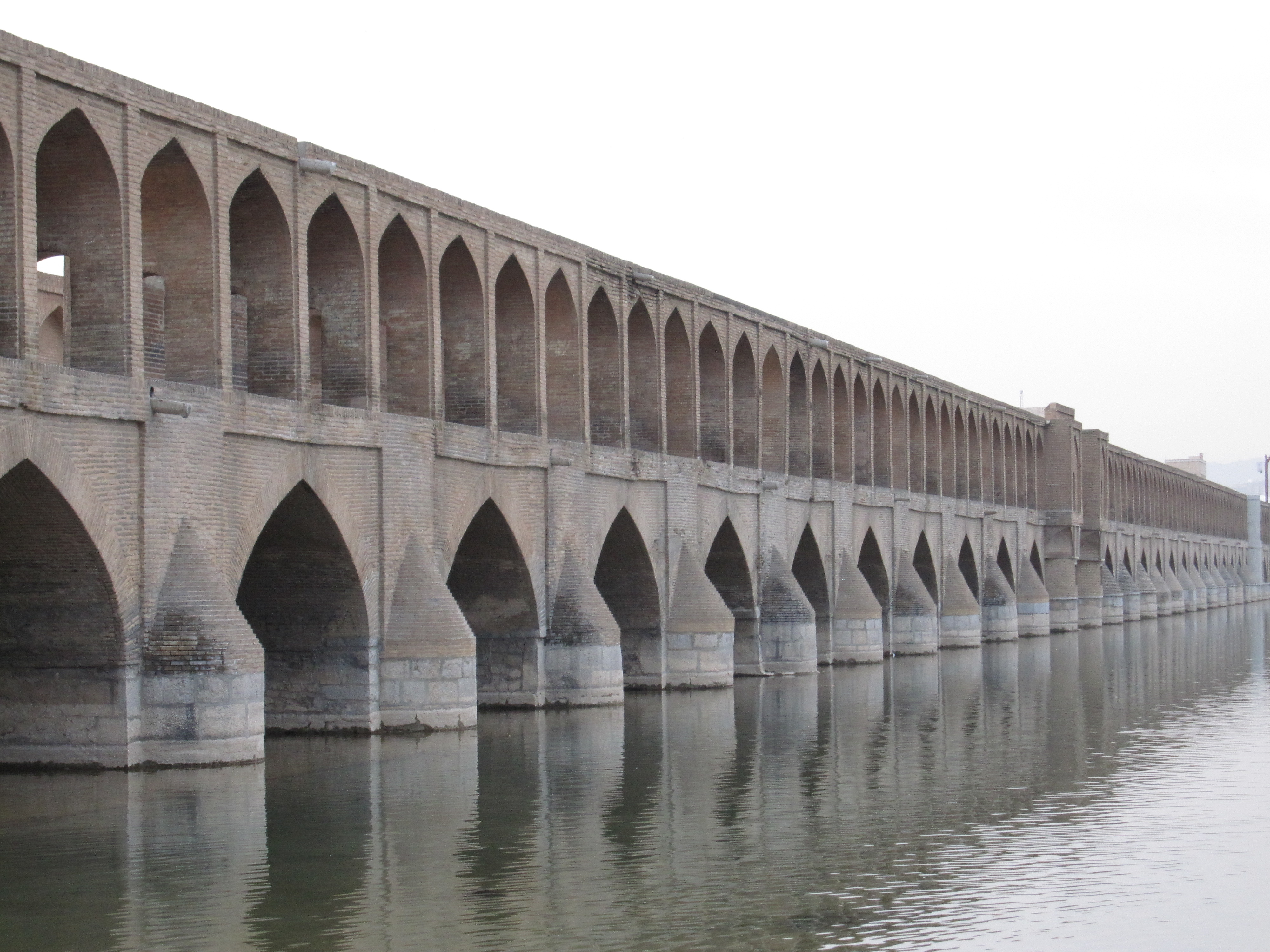
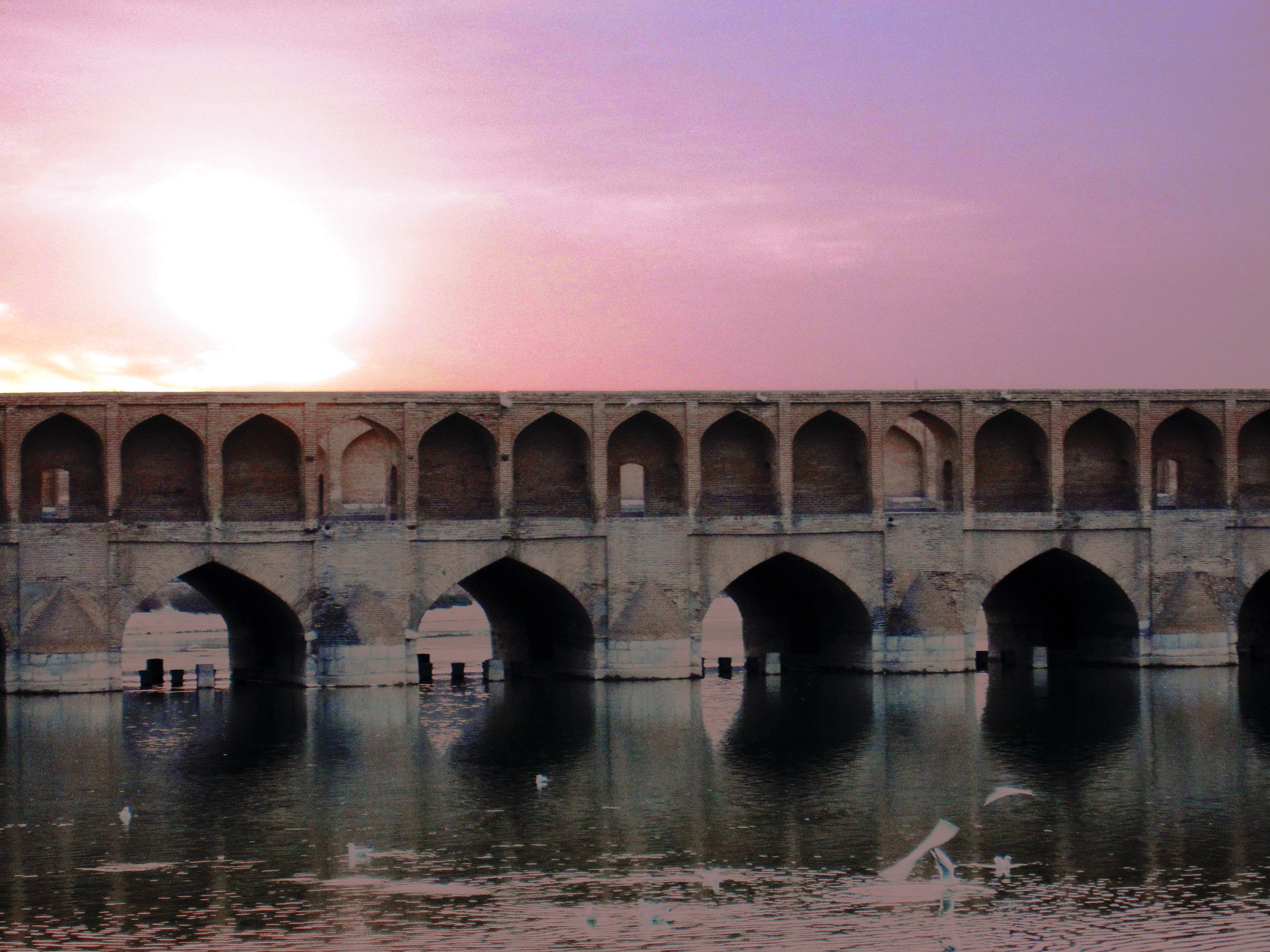
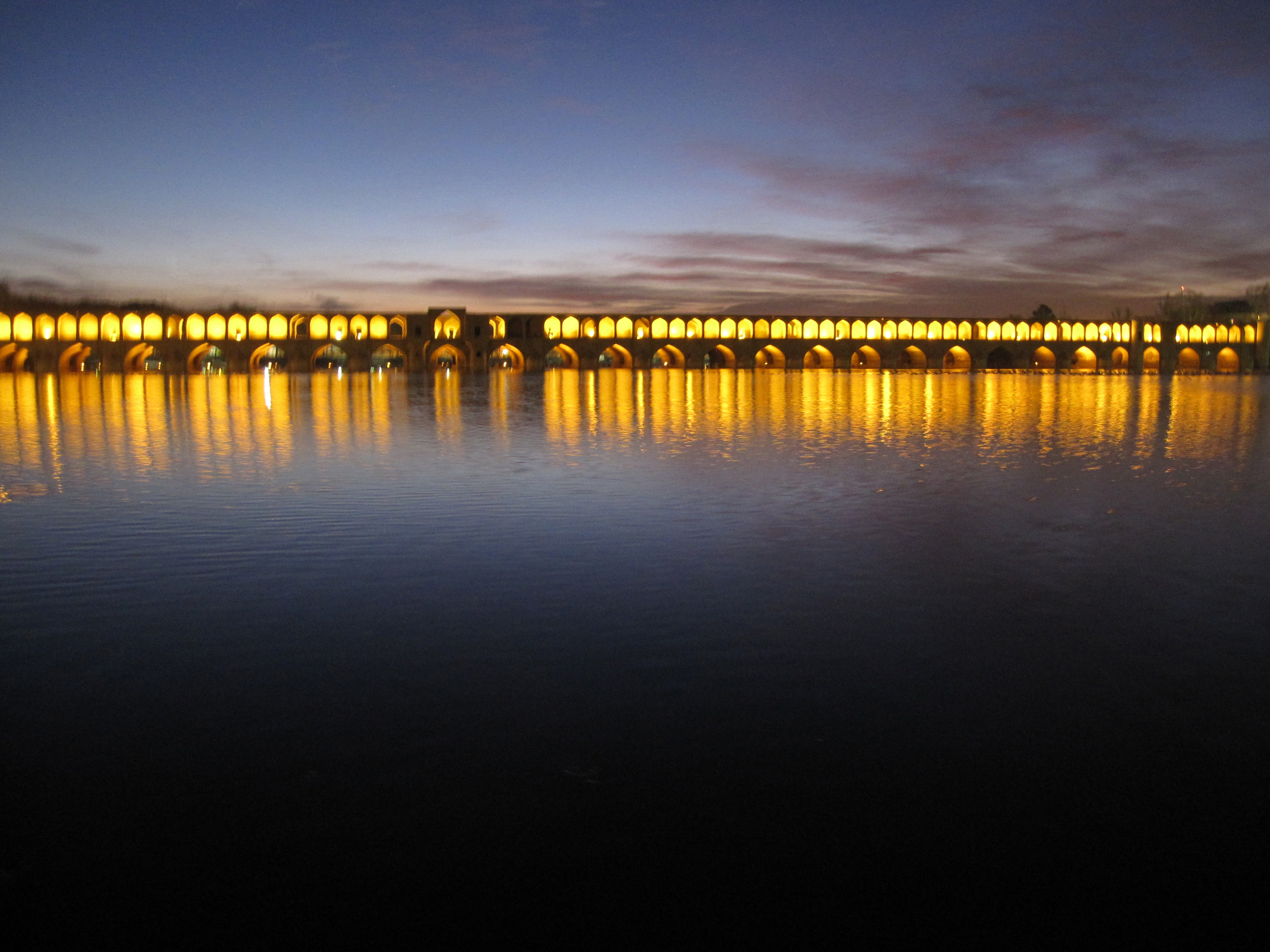
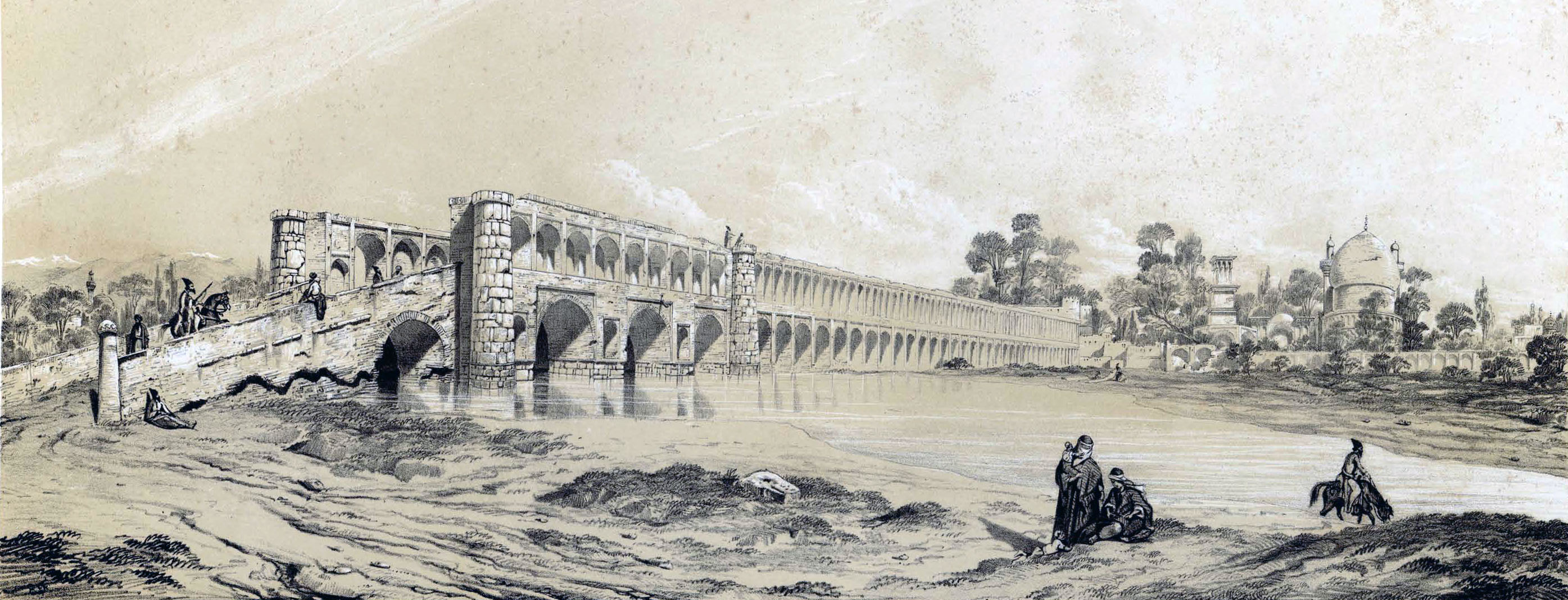
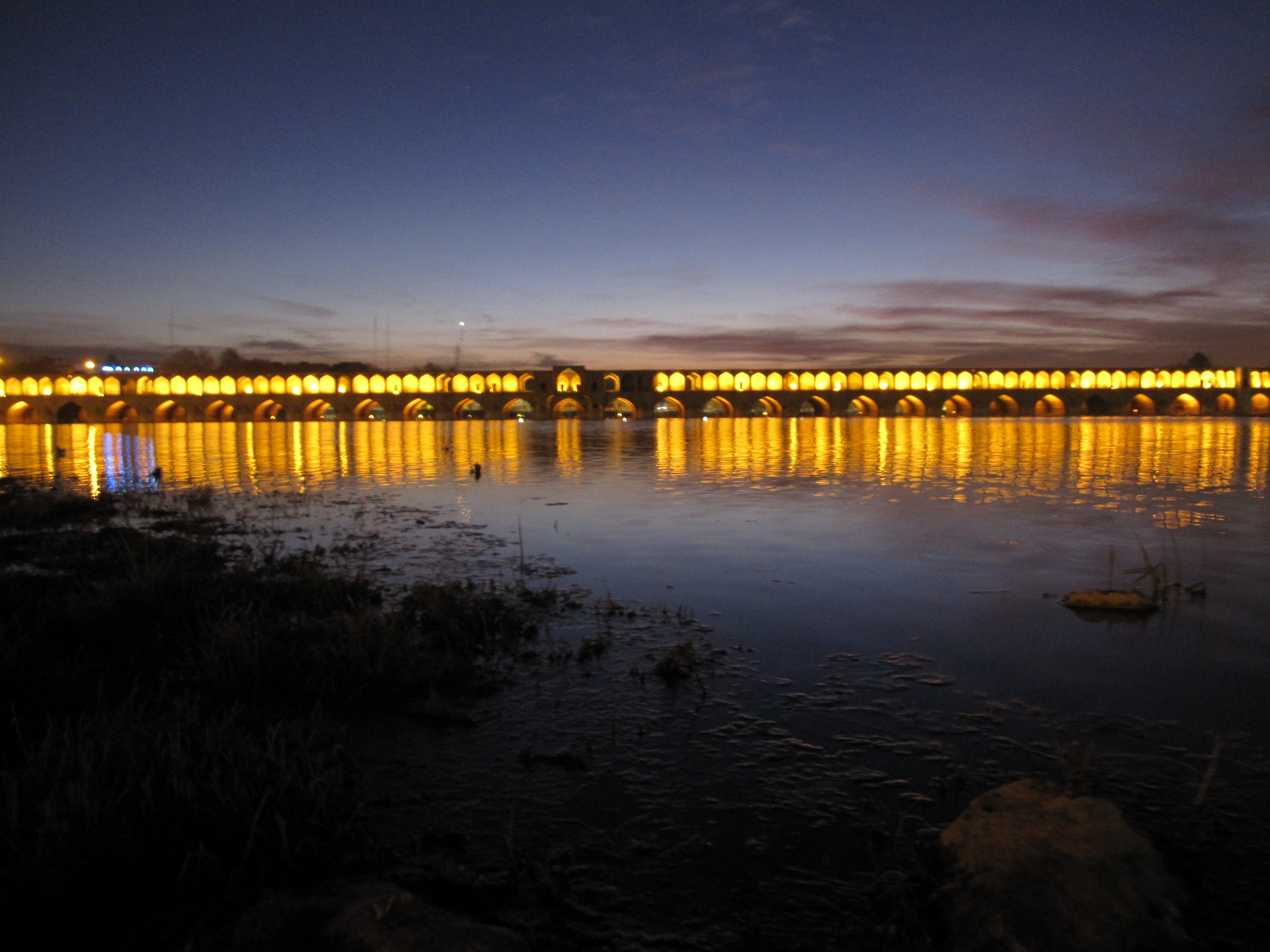
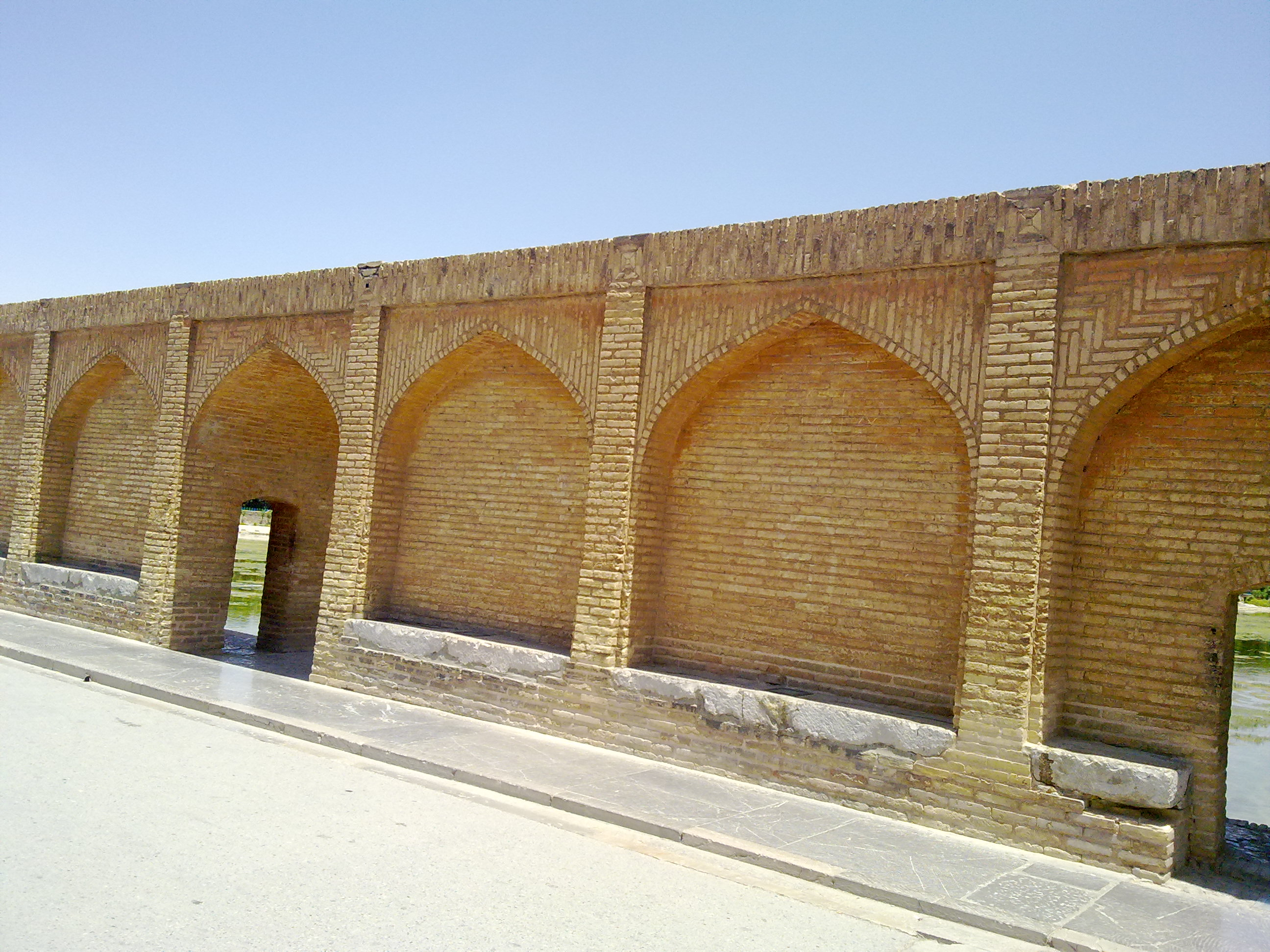
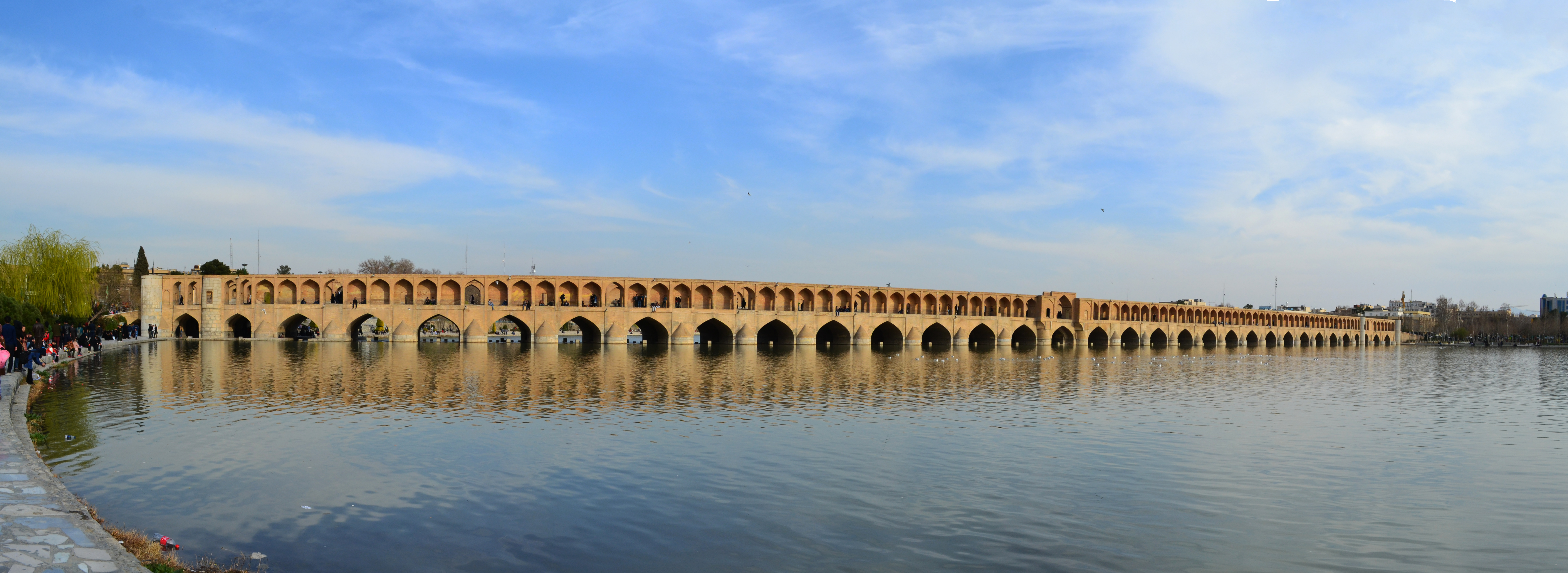
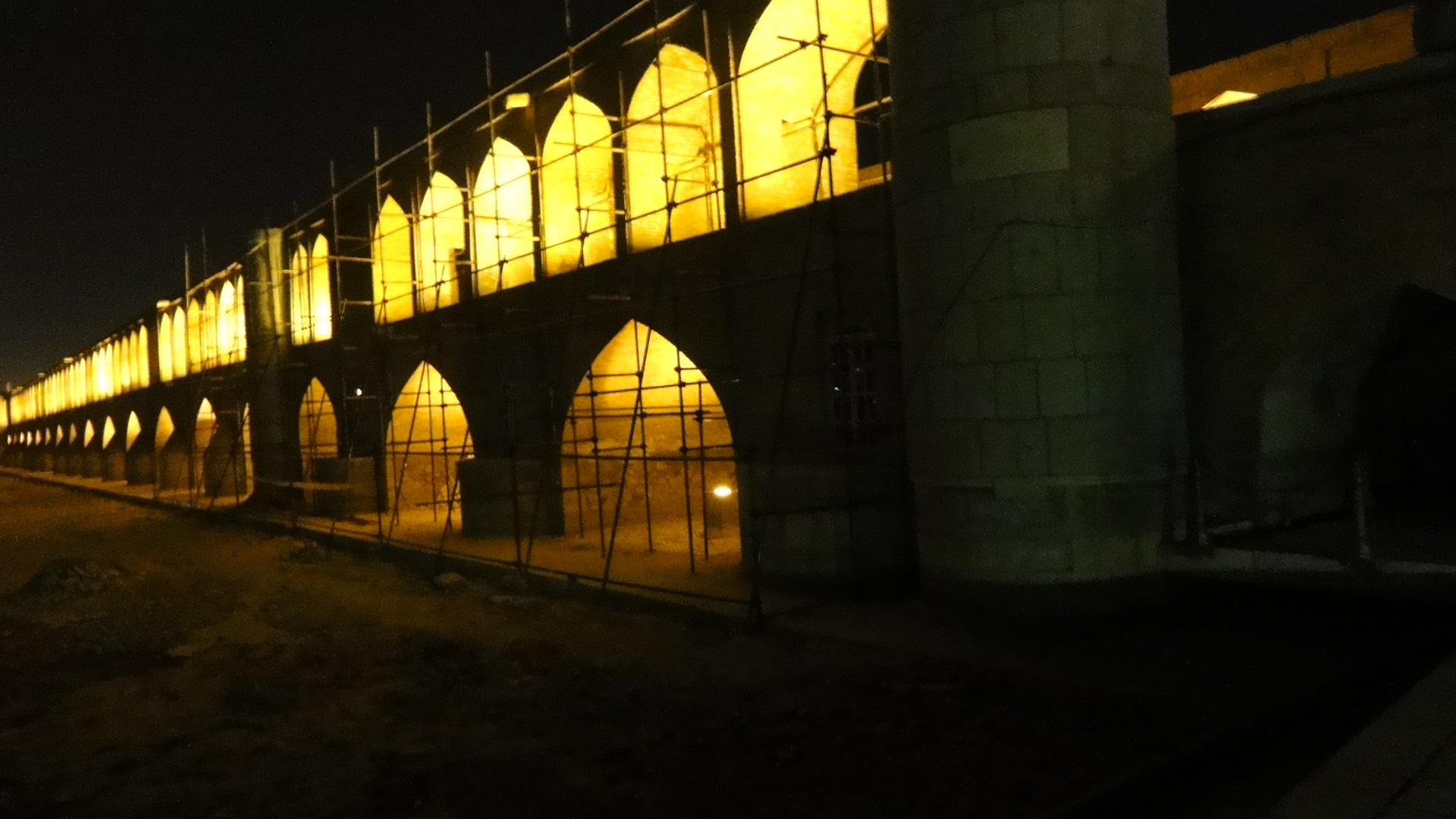
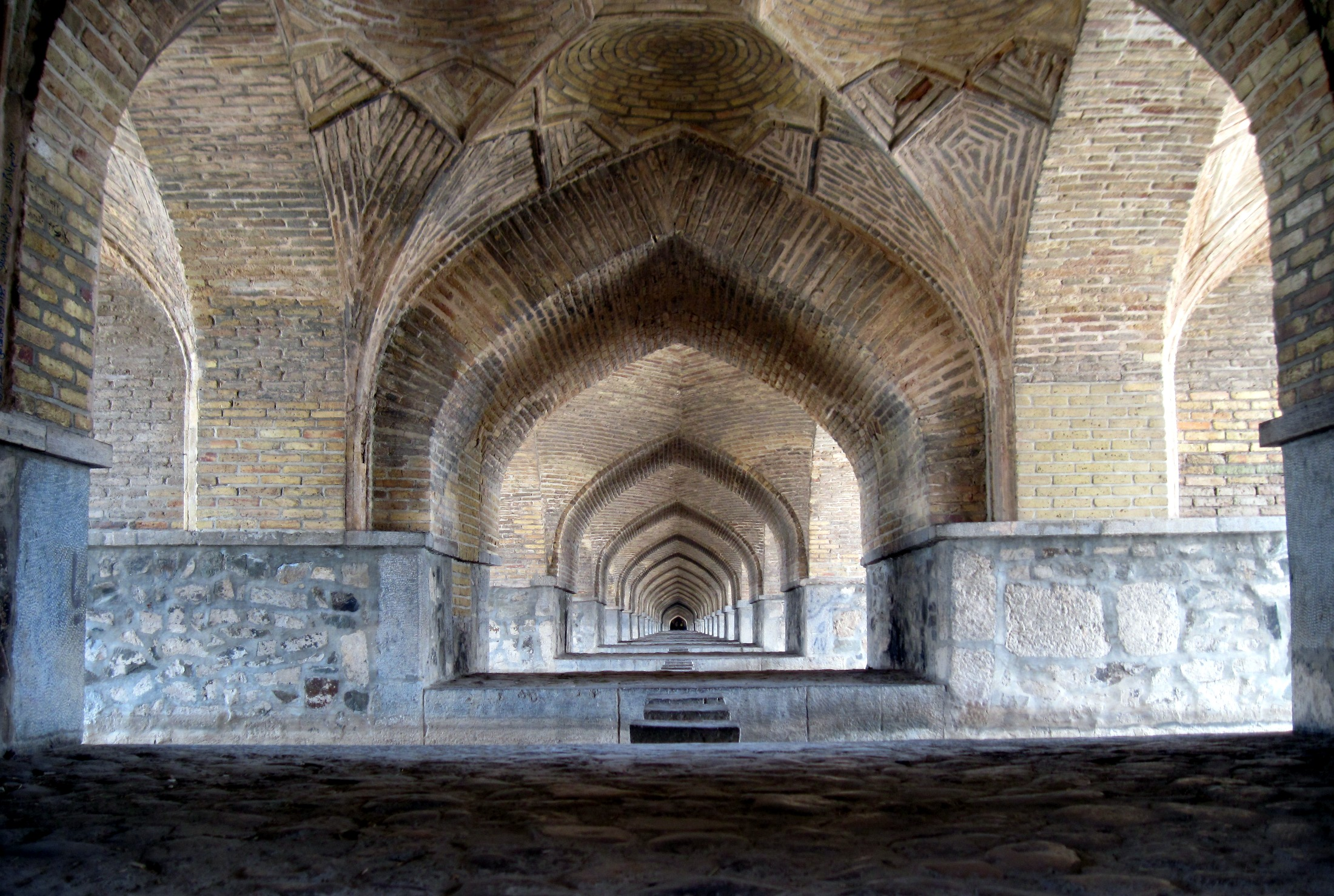
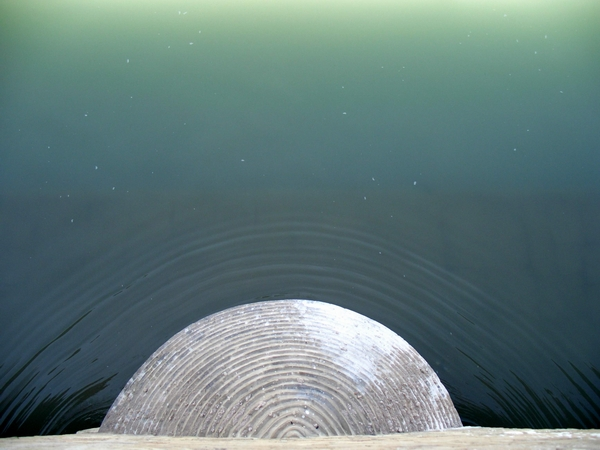
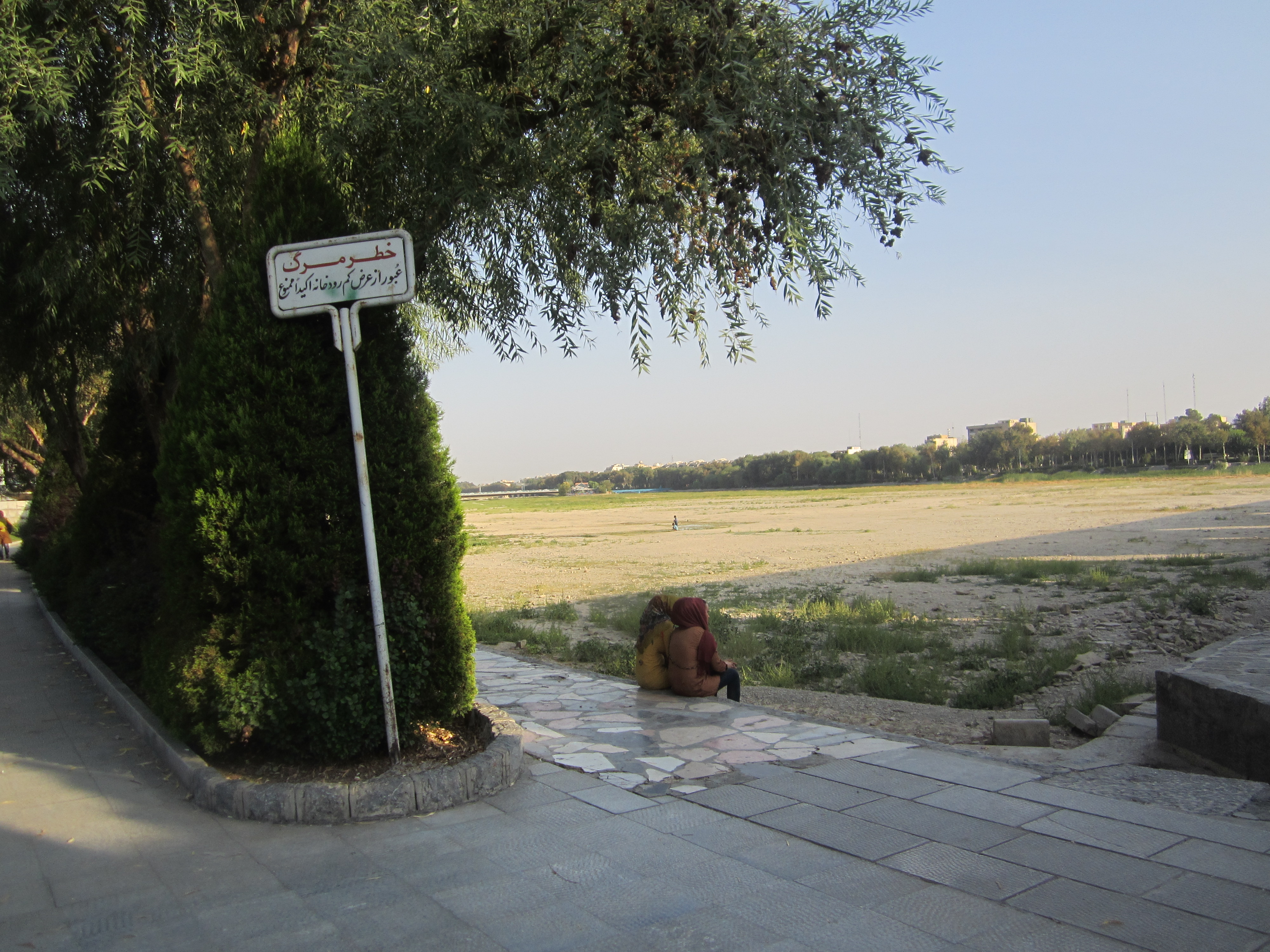
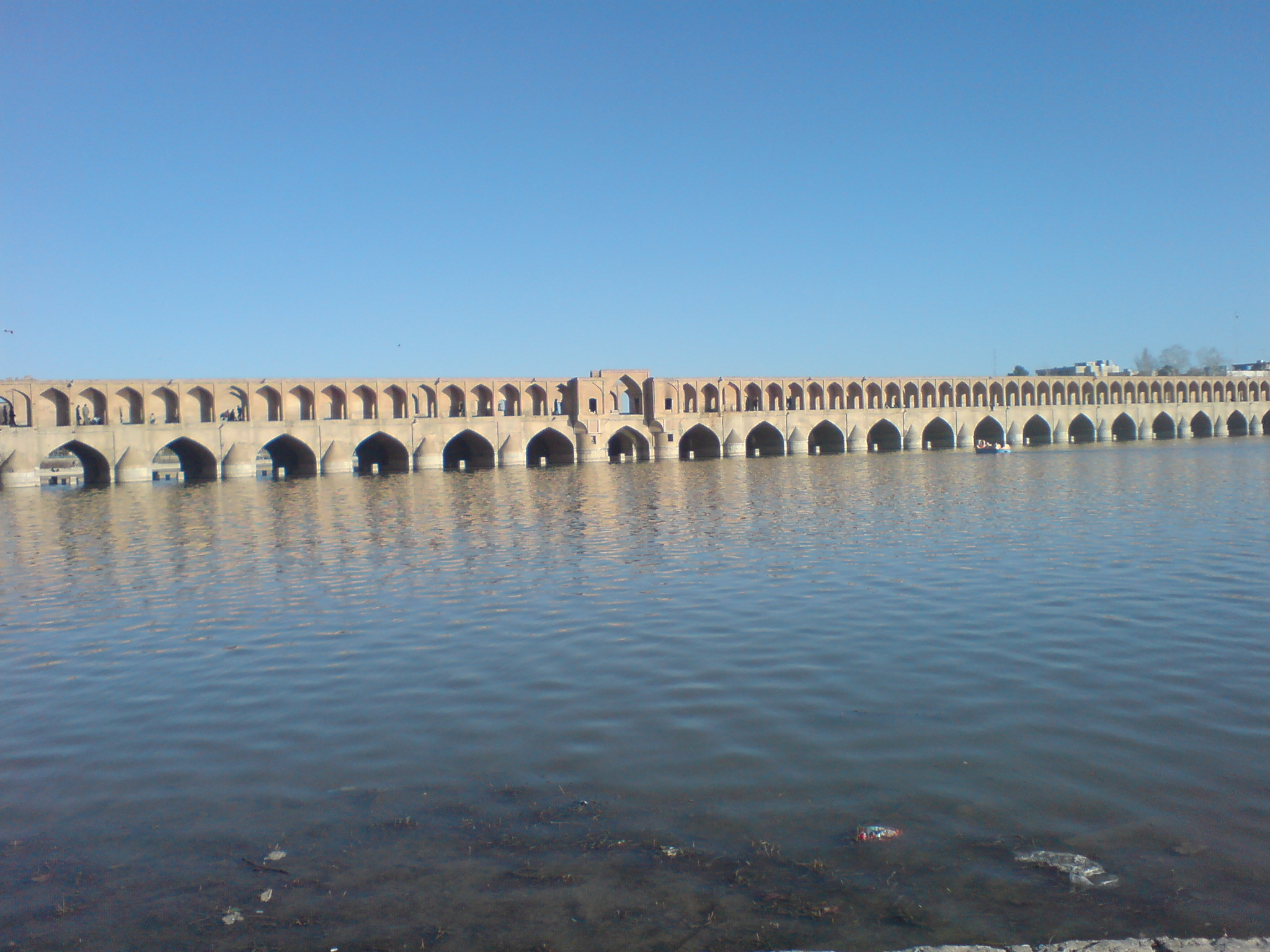
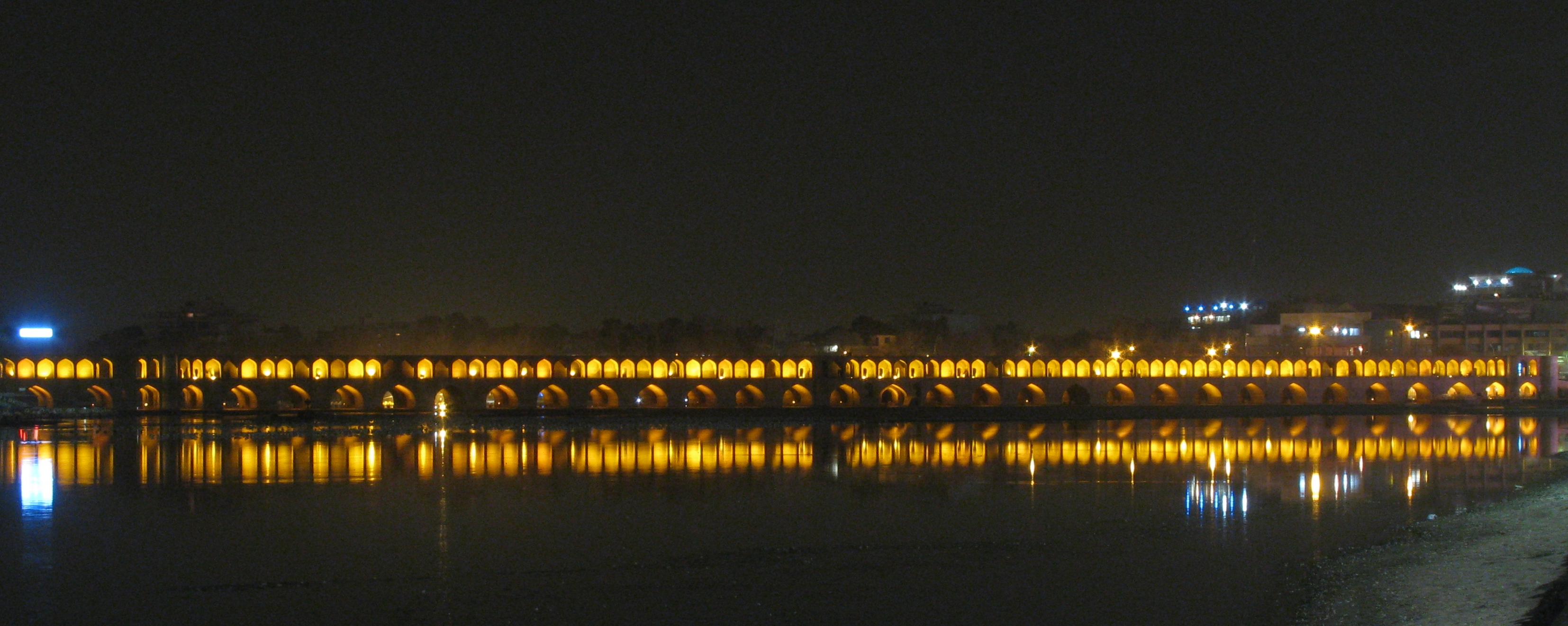
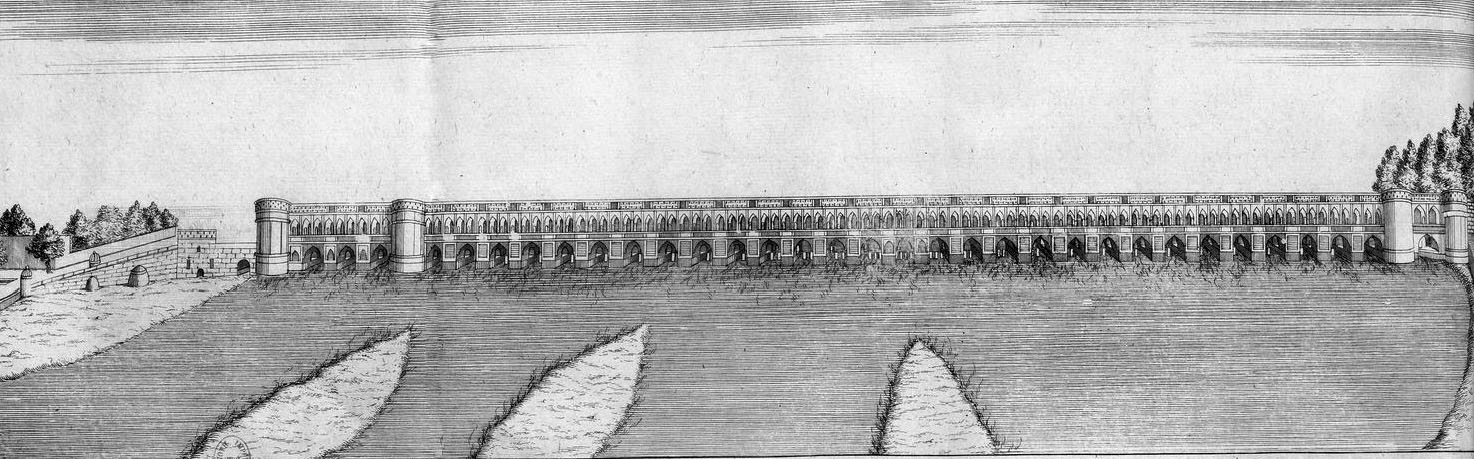
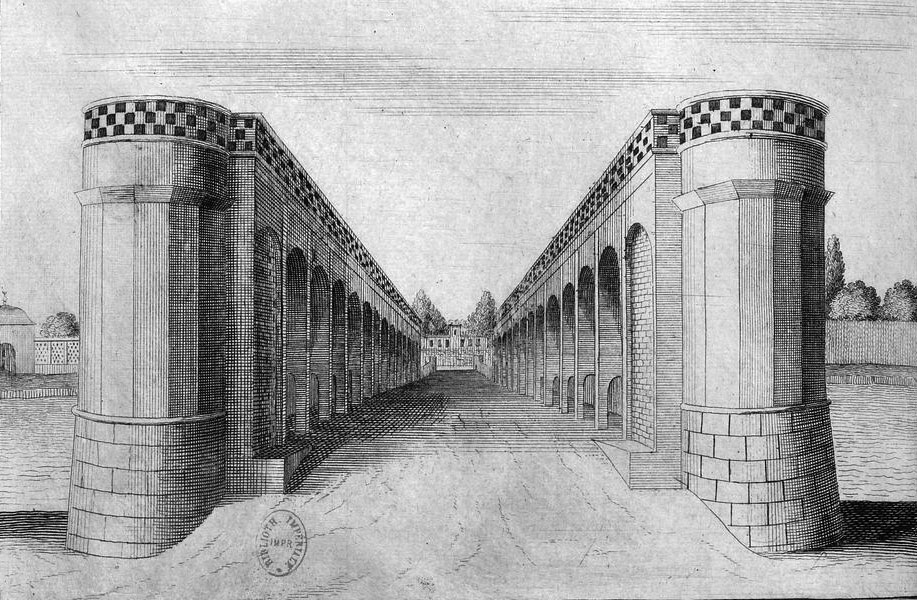
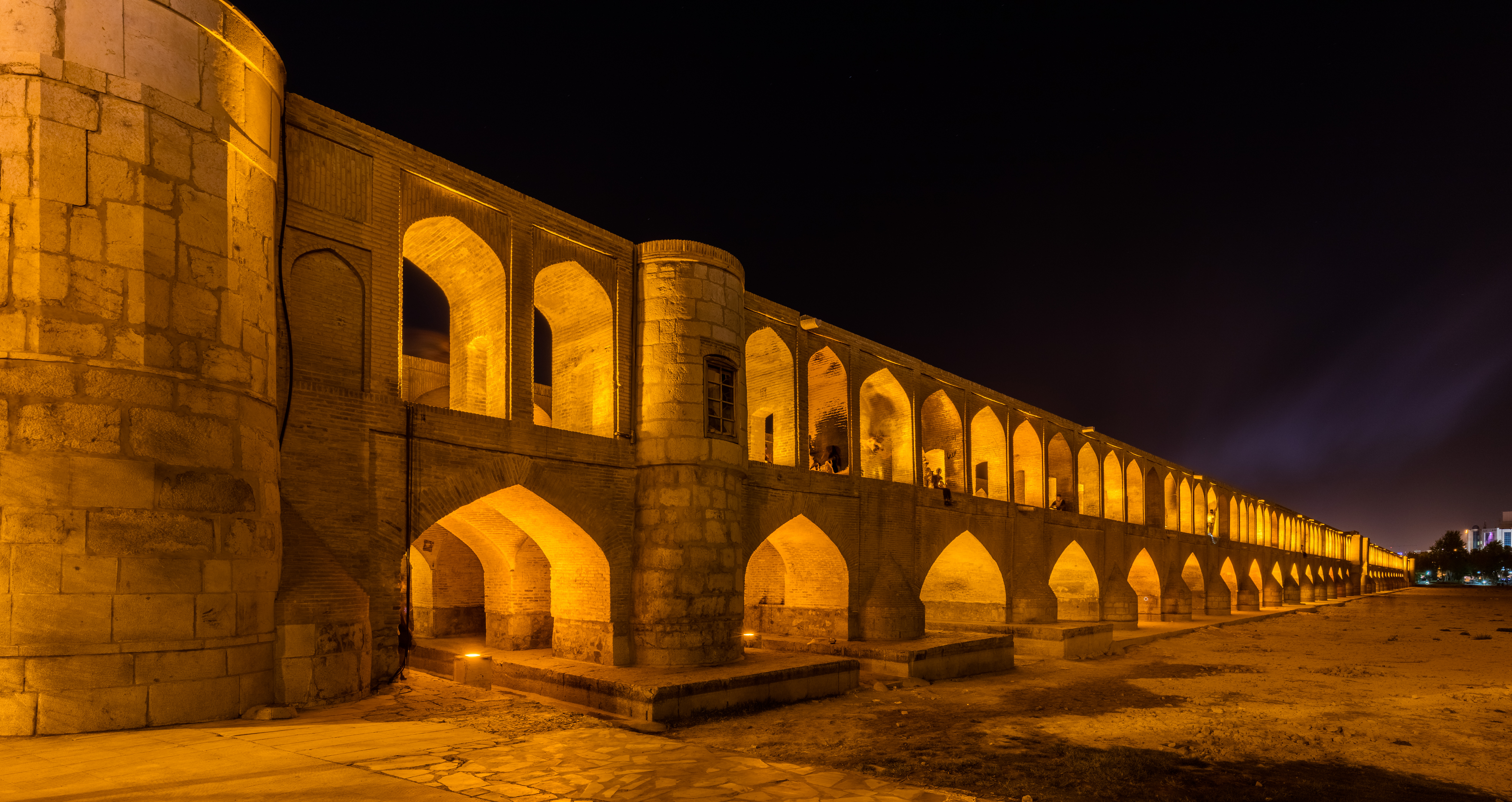
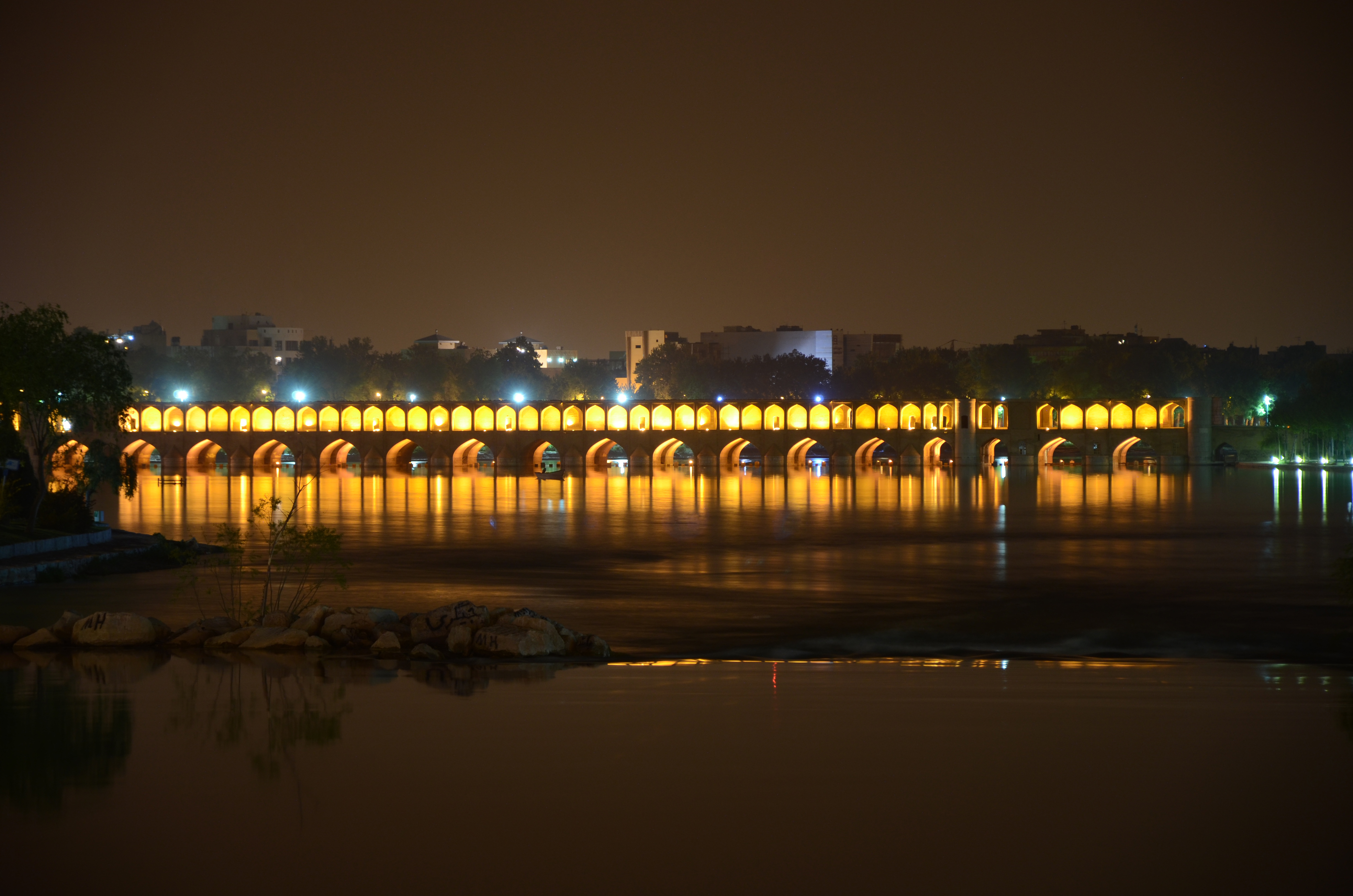
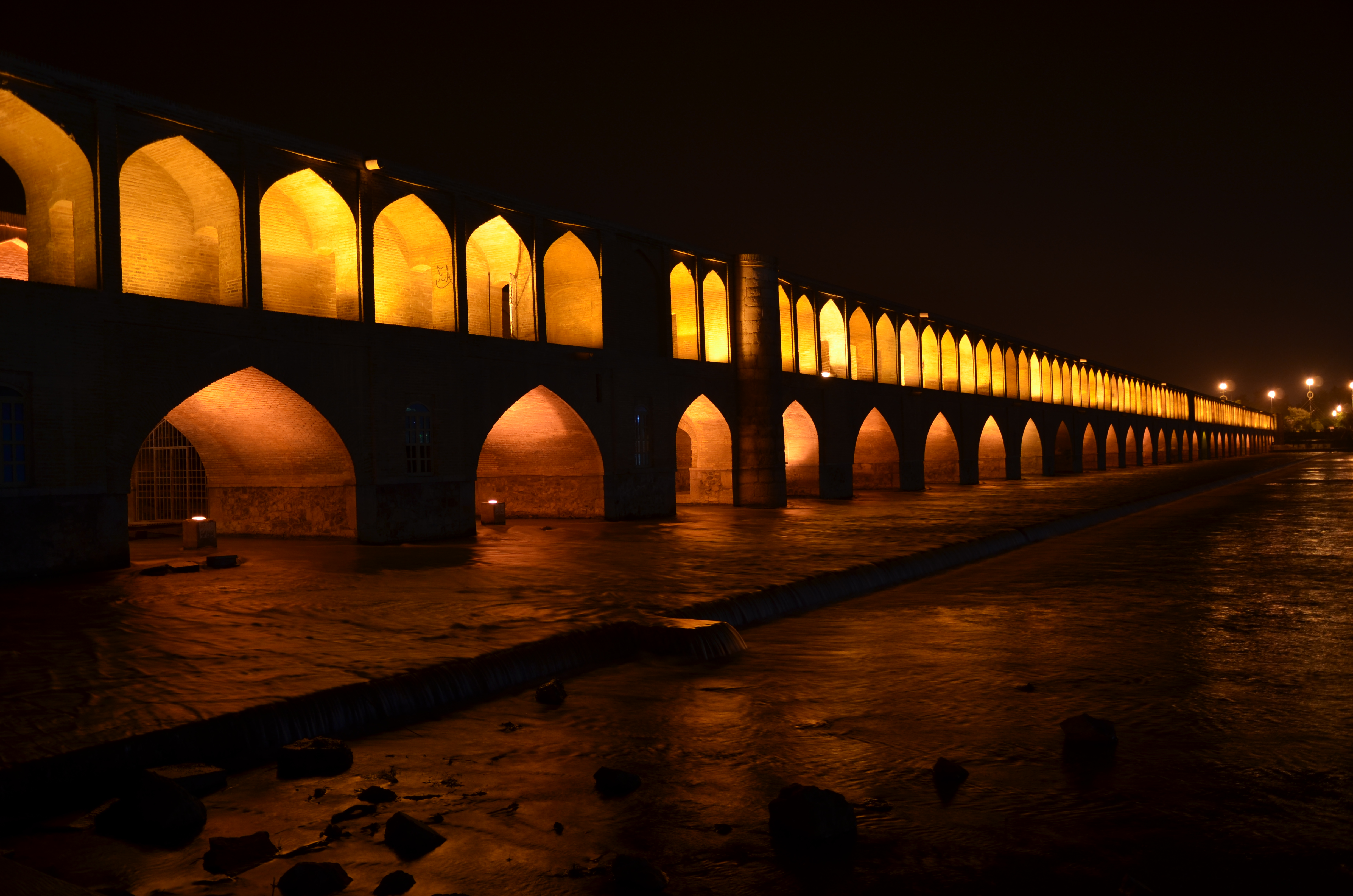
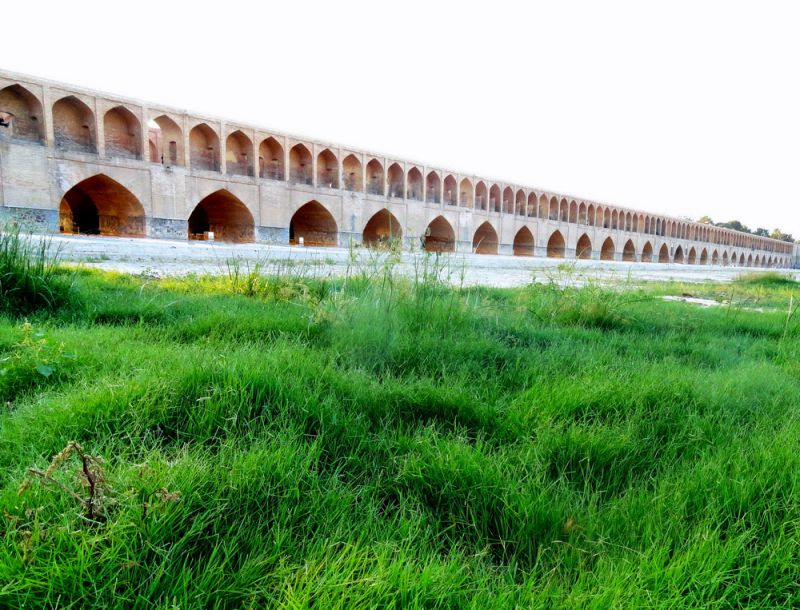
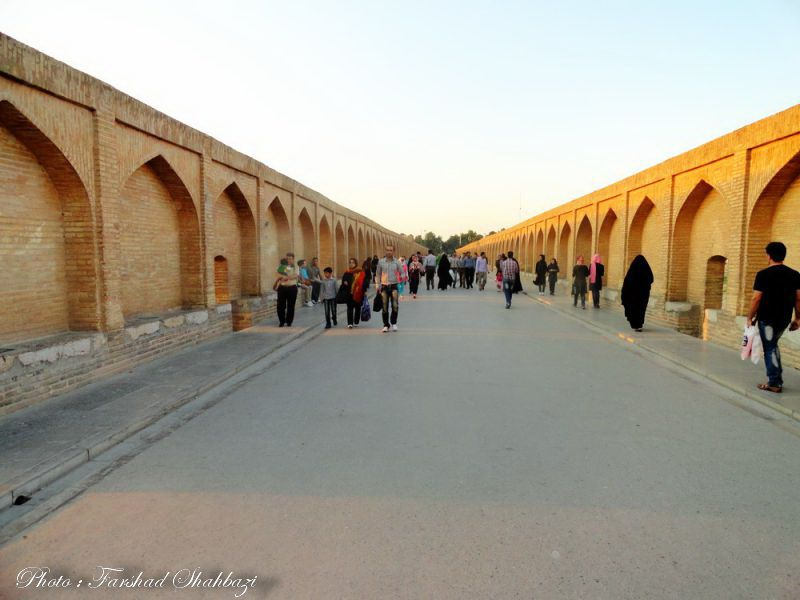
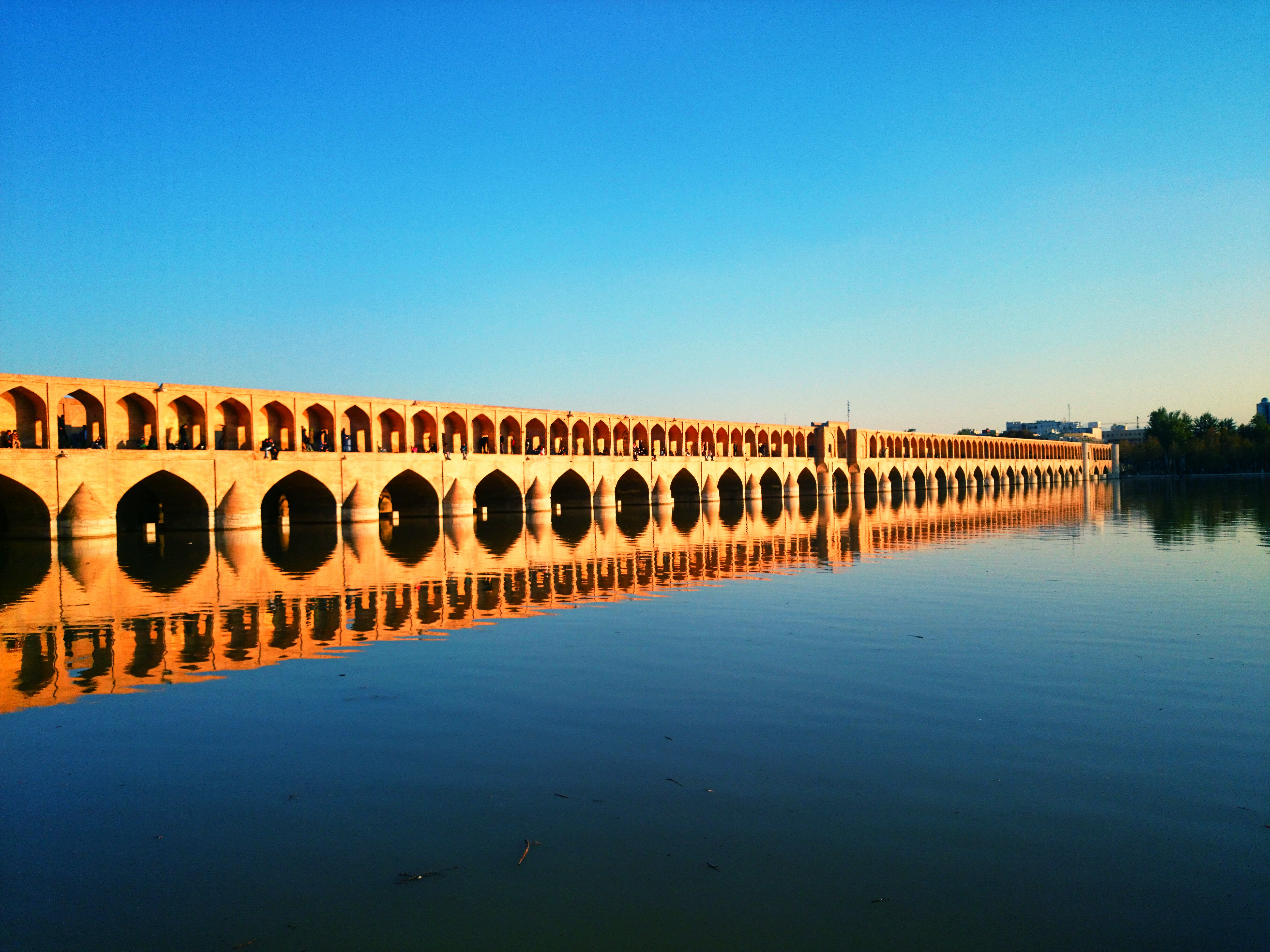

## 脚注
1. 1 2 3 4 5 6 7 8 9  Structurae数据库中Allahverdi Khan Bridge的数据
2. ↑  "30" （页面存档备份，存于）, "three" （页面存档备份，存于）, "33" （页面存档备份，存于）, "bridge" （页面存档备份，存于） How to pronounce the name(?)